# Metalskin Panic Madox-01
Metal Skin Panic MADOX-01 (яп. メタルスキンパニック) — OVA, созданная на студиях AIC и Artmic. Премьера состоялась 15 декабря 1987 года.

## Сюжет
После создания и испытании боевого штурмового экзоскелета, специализируется на ведении боя с тяжёлой военной техникой в городских условиях, во время транспортировки был утерян его испытательный образец. Простой парень случайно нашёл контейнер с ним и при активации оказался внутри экзоскелета, переключившегося в боевой защитный режим. Главный герой стремится попасть на свидание к своей любимой девушке, не зная как остановиться разрушать всё вокруг.

## Персонажи
Кодзи Сугимото (яп. 杉本紘二) — Главный герой — плохой механик, который работает на полставки по специальности инженер. Его друг Оносэ Харуо находит в своём грузовике сверхсекретный груз и предупреждает своего друга Кодзи, чтобы тот проверил его из-за своего технического опыта. Задумавшись, что делать, Кодзи берет на себя инициативу вернуть неизвестный груз обратно в свою квартиру. Как только они перенесли груз в его квартиру, его друг Оносэ Харуо перед отъездом передает сообщение от своей подруги Нагуры Сиори о том, что она будет ждать в здании СНБ сегодня вечером. Кодзи начинает осматривать груз, читая руководство, которое пришло вместе с этим. При этом ему удаётся открыть груз-контейнер, раскрывающий MADOX-01.
Сэйю: Ясунори Мацумото
Эрико "Элли" Кусумото (яп. 楠本枝里子) — Опытная женщина-пилот и ведущий разработчик программного обеспечения проекта боевого экзоскелета MADOX. Когда военные были уведомлены о пропавшем MADOX, им удалось обнаружить сигнал о его местонахождении и начать операцию по восстановлению, чтобы получить MADOX. Однако, когда она узнает о злых намерениях лейтенанта Килгора, она независимо присоединяется к операции по восстановлению,затем также продолжает участвовать. Она управляет прототипом MADOX-00, чтобы перехватить пропавший MADOX-01 и пытается предотвратить уничтожение сей оного  лейтенантом Килгором из-за его мстительной одержимости и ненависти к MADOX-01.
Сэйю: Ёко Асагами
Нагура Сиори (яп. 小野瀬春男) -
Сэйю: Исида Юкико
Оносэ Харуо (яп. 小野瀬春男) -
Сэйю: Арихиро Хасэ
Лейтенант Килгор (яп. キルゴア中尉) — Элитный водитель танка, который участвовал в битве симуляции виртуальной реальности с MADOX-01. В течение 3 минут MADOX-01 уничтожил Килгора и других симуляторов-танков. Будучи подогретым местью, ненавистью и его навязчивой идеей в отношении MADOX, MADOX-01 посылает сигнал, что военные внезапно подхватили. Услышав об этом, лейтенант Килгор самостоятельно участвует в операции по восстановлению, отправляя себя со своим танком, чтобы выследить MADOX-01,
Сэйю: Кадзуюки Согабэ,

## Производство и выпуск
Производством занималась студия AIC совместно c Artmic, под контролем режиссёра и сценариста Синдзи Арамаки. and was distributed by Manga Entertainment (UK) along with different English dub versions За дизайн персонажей отвечал Тамура Хидэки, а за музыкальные партии отвечает Ядзима Кэн . Премьера сериала состоялась 15 декабря 1987 года. Также аниме было лицензировано AnimeEigo и его первый выпуск для западной аудитории в 1989 году и было распространено Manga Entertainment (Великобритания) вместе с различными английскими версиями. Также была выпущена тематическая подборка VHS, демонстрирующая живую документальную демонстрацию оружия и транспортных средств, демонстрируемую в аниме-фильме. Название фавориты называлось «Мир оружия из металлической кожи Паника MADOX-01». Он продемонстрировал множество военных транспортных средств, представленных силами самообороны Японии, таких как вертолеты и танки.

## Примечание
1. ↑  Merill, D. 10th anniversary of 15th anniversary of Metal Skin Panic MADOX-01. letsanime.blogspot. DMerrill. Дата обращения: 9 февраля 2018. Архивировано 10 февраля 2018 года.
2. ↑  Merril, D. 10th anniversary of 15th anniversary of Metal Skin Panic MADOX-01. letsanime.blogspot. DMerrill. Дата обращения: 9 февраля 2018. Архивировано 10 февраля 2018 года.
3. ↑  Metal Skin Panic Madox-01 (Video 1987) — Trivia — IMDb